# Comunità delle Giudicarie
La Comunità territoriale delle Giudicarie (C8) è una comunità di valle della Provincia autonoma di Trento. È stata istituita con la legge provinciale 16 giugno 2006 n°3 e comprende 25 comuni.

## Geografia fisica
La Comunità confina a Nord con la Comunità della Valle di Sole ad Est con le Comunità della Val di Non,  della Paganella,  della valle dei laghi e Alto Garda e Ledro; a Sud e a Ovest,  con la Provincia di Brescia della Regione Lombardia. Il territorio della Comunità geograficamente può essere suddiviso in Giudicarie Esteriori con le zone di Lomaso, Bleggio e Banale, in Giudicarie Interiori che comprendono l'alto corso del Sarca (con la Val Rendena e la "Busa" di Tione) ed il bacino del Chiese.

## Storia
La Comunità delle Giudicarie fu istituita con la legge provinciale 16 giugno 2006, n. 3; è successore del Comprensorio delle Giudicarie.

### Simboli
Stemma: Scudo sannitico, troncato d’azzurro e di verde. Sopra ad un monte d’argento stilizzato, di quattro cime di pari altezza, movente dalla partizione; sotto allo stesso monte, rovesciato, cucito d’azzurro scuro e movente anch’esso dalla partizione.
Le due fronde (alloro e quercia) competono come "ornamenti esteriori". (D.G.P. 08/04/2011)
Gonfalone: Contorno con tre frange, fondo bianco / argento, bordo color porpora (allusione al fondo dello stemma provinciale, dai tempi di Venceslao). (D.G.P. 08/04/2011)
Bandiera: Drappo di bianco, con al centro lo stemma della Comunità, sopra la dicitura di nero "Comunità delle Giudicarie".

## Comuni appartenenti
- Numero comuni appartenenti alla Comunità: 25
- Popolazione: dati ISTAT aggiornati al 1º gennaio 2010
- Superficie: dati espressi in chilometri quadrati (km²)
- Altitudine: dati espressi in metri sul livello del mare (m s.l.m.)

| Stemma | Comune               | Popolazione | Superficie | Altitudine |
| ------ | -------------------- | ----------- | ---------- | ---------- |
|        | Bleggio Superiore    | 1583        | 32,67      | 628        |
|        | Bocenago             | 401         | 8,45       | 750        |
|        | Bondone              | 673         | 19,19      | 720        |
|        | Borgo Chiese         | 2069        | 53,72      | 444        |
|        | Borgo Lares          | 679         | 22,62      | 595        |
|        | Caderzone Terme      | 662         | 18,61      | 723        |
|        | Carisolo             | 981         | 25,12      | 801        |
|        | Castel Condino       | 241         | 11,10      | 811        |
|        | Comano Terme         | 2986        | 68,11      | 400        |
|        | Fiavé                | 1118        | 24,28      | 660        |
|        | Giustino             | 719         | 39,39      | 780        |
|        | Massimeno            | 117         | 21,03      | 861        |
|        | Pelugo               | 391         | 22,98      | 675        |
|        | Pieve di Bono-Prezzo | 1465        | 24,68      | 514        |
|        | Pinzolo              | 3120        | 69,32      | 774        |
|        | Porte di Rendena     | 1775        | 40,71      | 608        |
|        | San Lorenzo Dorsino  | 1593        | 73,92      | 758        |
|        | Sella Giudicarie     | 2995        | 85,76      | 842        |
|        | Spiazzo              | 1280        | 71,07      | 649        |
|        | Stenico              | 1168        | 49,15      | 667        |
|        | Storo                | 4717        | 62,94      | 409        |
|        | Strembo              | 562         | 38,33      | 714        |
|        | Tione di Trento      | 3637        | 33,45      | 565        |
|        | Tre Ville            | 1396        | 81,94      | 556        |
|        | Valdaone             | 1194        | 177,09     | 767        |

- Dati Provincia TN, su tuttitalia.it.
- Popolazione al 01-01-2010, su statistica.provincia.tn.it.